# Matthew Crosby
Matthew Crosby (Columbia, 21 mei 1981) is een  Amerikaanse singer-songwriter. Hij is vooral bekend als bandlid van The Common Linnets, die in 2014 tweede werden op het  Eurovisiesongfestival in Kopenhagen. Samen met 'Linnet' Jake Etheridge is Crosby in 2023 het Americana duo Crosby & Etheridge begonnen. Crosby is de zoon van de bekende Amerikaanse country zanger Rob Crosby.

## Jeugd
Crosby werd geboren in de Amerikaanse stad Columbia in de staat South Carolina. Hij groeide op in Nashville in een muzikale familie. Zijn vader, Rob Crosby, had meerdere hits in de U.S. Billboard Hot Country lijst en schreef verscheidende nummers voor onder andere Martina McBride, Lady A, Paul Simon en Lee Greenwood.
Crosby begon op jonge leeftijd al nummers te schrijven. Voordat Crosby onderdeel werd van The Common Linnets, was hij naar New York vertrokken om met enige regelmaat te spelen in clubs in Brooklyn en de Lower East Side.

## Carrière

### The Common Linnets
Oorspronkelijk waren The Common Linnets een gelegenheidduo, speciaal gecreëerd voor het Eurovisiesongfestival. Crosby, zijn vader Rob, JB Meijers en Etheridge waren toen alleen achter de schermen aan het werk. Samen met Ilse DeLange hebben deze vier artiesten de megahit  Calm After The Storm geschreven in de Wisseloord Studio's in Hilversum. Dit nummer werd in Nederland door velen als kansloos ingeschat, maar behaalde uiteindelijk tweede plaats in de finale. Het nummer bereikte nummer één in de Single Top 100 en de Vlaamse Ultratop 50, behaalde top 10 in onder andere Duitsland, Oostenrijk, Zwitserland, Verenigd Koninkrijk, Denemarken en Spanje én verkreeg de gouden status in Nederland, Duitsland en Oostenrijk. Het nummer werd uiteindelijk veel succesvoller dan winnaar Conchita Wurst. Het debutalbum werd drievoudig platina.
Na de breuk met Waylon werden Etheridge, Meijers en Crosby gevraagd om zijn zangpartijen over te nemen en onderdeel te zijn van de band. In deze formatie trad de band op tijdens de Europese promotietour, waar ze onder meer in Londen, Wenen en verschillende Duitse en Nederlandse steden optraden. In 2014 en 2015 werd er gewerkt aan een tweede album. De cd, getiteld II, verscheen op 25 september 2015.

### Solo-carrière
Nadat DeLange besloten had een tijdelijke break te nemen van The Common Linnets om haar jubileum te vieren met solomuziek, besloot Crosby ook om zijn solo-carrière voort te zetten. Zijn debut EP, Take Only What You Can Carry In Your Hands, werd uitgebracht in april 2016.
In 2018 bracht Crosby twee zelfgeschreven singels uit: Holding on en Easy, Baby. Waarbij 'Easy, Baby' al eerder uitgebracht door Jake Etheridge voor zijn album Only Everything. Deze nummers werden uitgebracht bij het platenlabal van Ilse DeLange, namelijk Spark Records.
Later in 2019 releasde Crosby zijn tweede EP: We're All Still Friends - Vol.1. Deze EP bevatte vijf nieuwe nummers. Voor het nummer 'Hotel Piano' gaf Crosby aan dat hij geïnspireerd was door een gedicht van Kobayashi Issa.
Door 2021 heen bracht Crosby nog twee singles uit. De eerste, Unshakeable Heart (Remastered), werd uitgebracht in februari. Dit nummer was een heropname van een van zijn nummers van zijn vorige EP, maar deze versie bevatte een samenwerking met verscheidende live artiesten en werd opnieuw gemixt door JB Meijers. Het tweede nummer, The Wait Is Over!, werd in juni uitgebracht. Crosby had dit nummer tijdens de  Coronacrisis geschreven en opgenomen, maar een jaar later pas uitgebracht.
In deze periode werkte hij met verschillende artiesten samen. Zo bracht hij met onder andere Jacqueline Govaert van Krezip het nummer For All Time uit en tourde hij met haar mee als voorprgramma. Verder schreef hij muziek met/voor Hannah Mae, Ilse DeLange, Jake Etheridge, Danica Cora, Charles Esten en Douwe Bob. Met de laatst genoemde artiest ging Crosby ook mee op tour door Nederland.

### Crosby & Etheridge
Na al jaren samen te spelen en schrijven, besloten Crosby en Jake Etheridge in 2023 pas voor het eerst een formatie te worden. Met de samenwerking van het producersduo The Companions schreven de heren op de eerste schrijfdag hun single Falling. Na positieve reacties ging het duo in Nederland op tour in 2024.

## Discografie

### EP's solo-carrière
| Jaar | Titel                                      | Opmerkingen |
| ---- | ------------------------------------------ | ----------- |
| 2016 | Take Only What You Can Carry In Your Hands |             |
| 2019 | We're All Still Friends - Vol. 1           |             |

### Singels solo-carrière
| Jaar | Titel                         | Opmerkingen                                                                |
| ---- | ----------------------------- | -------------------------------------------------------------------------- |
| 2017 | You're Mine                   | Samen geschreven met Etheridge, gebruikt in de Amerikaanse show Nashville. |
| 2018 | For All Time                  | Duet met Jacqueline Govaert                                                |
| 2018 | Holding On                    |                                                                            |
| 2018 | Easy, Baby                    | Eerder uitgebracht door Jake Etheridge                                     |
| 2021 | Unshakeable Heart (Remasterd) | Heropname                                                                  |
| 2021 | The Wait Is Over!             |                                                                            |

### Singels Crosby & Etheridge
| Jaar | Titel   | Opmerkingen |
| ---- | ------- | ----------- |
| 2023 | Falling |             |

- MusicBrainz: 3764b91e-1b9d-4d17-a8a8-4a6c2cb0a352